# Thermes de Cluny
Pour les articles homonymes, voir Cluny.
Les thermes de Cluny, aujourd'hui intégrés au musée de Cluny, à Paris, dans le Quartier latin, sont d'anciens thermes romains datant des Ier et IIe siècles apr. J.-C.
Les bâtiments actuels sont la partie conservée d’un ensemble beaucoup plus étendu, probablement sur plusieurs hectares.

## Histoire

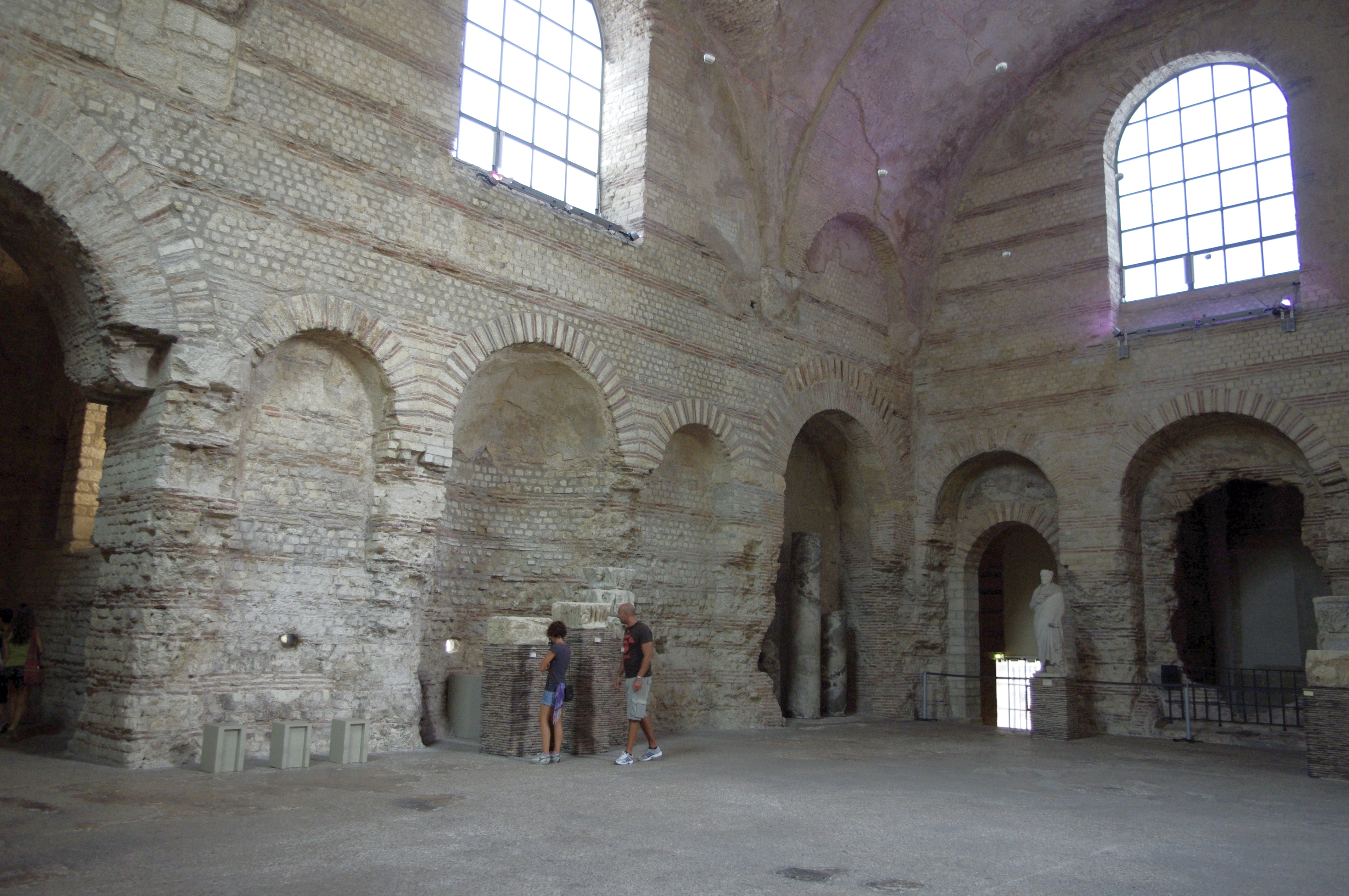
Thermes de Cluny, le frigidarium.

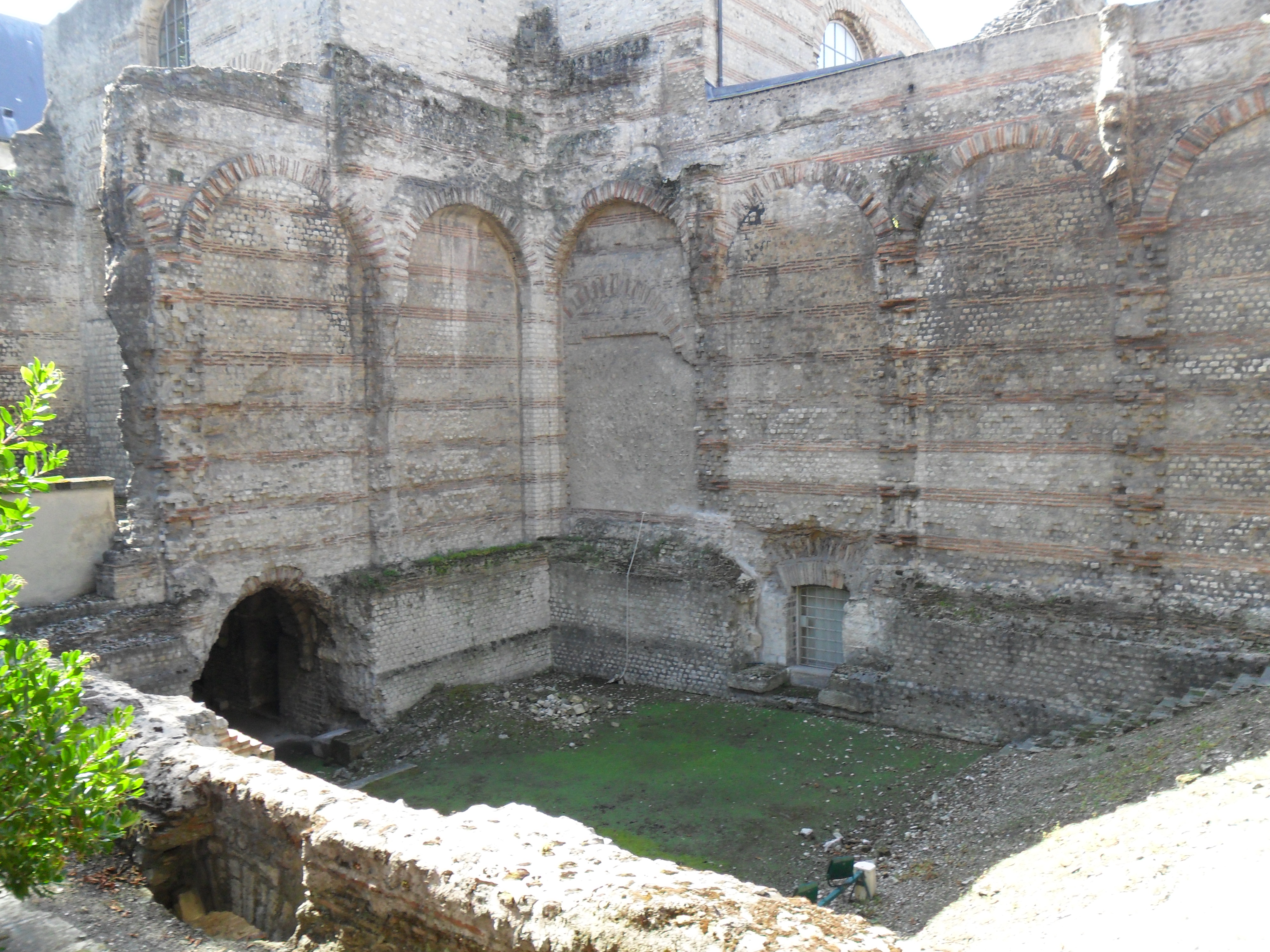
Thermes de Cluny, vue du jardin, côté nord.

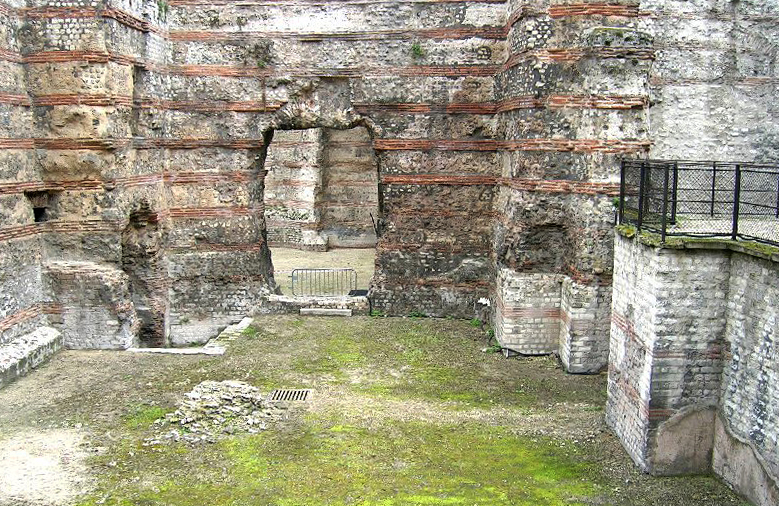
Thermes de Cluny, vue du boulevard Saint-Michel.

### Antiquité
Les thermes du Nord, dits de Cluny, sont construits à la fin du Ier siècle ou au début du IIe siècle sur la rive gauche de la Seine à l'angle du cardo et du décumanus de Lutèce.
En 275, ils subissent une première destruction probable lors de l'invasion de Paris par les Francs et les Alamans.

### Moyen Âge et temps modernes
Au VIe siècle, Venance Fortunat, décrit les thermes en les désignant par arx celsa, « vaste palais » où habite le roi Childebert Ier, roi de Paris de 511 à 558. Sa veuve, la reine Ultrogothe, y réside également avec ses filles, dans le texte De horto ultrogothonis.
De probables destructions ont lieu pendant les nombreux sièges et incendies des Vikings. Il y eut les sièges de Paris en 845, 856-857, 861 et celui de 885-887. Enfin, le siège d'Otton II en 978 incendia la partie sud de la ville.
Au xiie siècle, la description des thermes par Jean d'Hauville dans son poème Architrenius (chapitre 8, De aula in montis vertice constituta), décrit le « palais des rois », dont « la façade, les cours et les ailes de l'édifice embrassent dans leur développement tout le pourtour de la montagne. Cette longue suite de bâtiments présente une infinité de réduits sinueux toujours favorables aux crimes secrets, mystérieuses cachettes complices du crime, puisqu'elles épargnent la honte à qui le commet, ».
Le palatium de Terminis était la possession de Simon III de Poissy en mars 1218, lorsque le roi Philippe Auguste le donne à perpétuité à son chambellan Henri le concierge (Henrico Consergio), en récompense de ses services.
Le domaine correspondant à la montagne Sainte-Geneviève et comprenant les thermes est réuni à la cité par la construction de l'enceinte de Philippe Auguste, qui utilise d'ailleurs pour sa construction certaines parties des thermes.
Le palais des Thermes et ses dépendances est acheté en 1340 par Pierre de Châtelus, abbé de Cluny, au nom de son ordre. Les abbés de Cluny construisent alors leur hôtel contre les thermes, dont une partie des salles leur sert de granges. Puis ils construisent l'hôtel de Cluny actuel entre 1485 et 1510 .
La salle centrale fut utilisée comme grange en 1456, puis occupée en 1691 par les écuries et remises des diligences en direction de Chartres et Laval. Un loueur de carrosses s'y installa vers 1750, puis un aubergiste, et par les tonneliers Falaise et Garnier à partir de 1781.

### Restauration des bâtiments
À partir de 1810, la ville de Paris décide d'établir un musée des antiquités dans le frigidarium, et elle commence à faire dégager les thermes d'une partie des constructions insalubres qui s'y appuient.
En 1819, après un plaidoyer de l'architecte Quatremère de Quincy, le ministre de l'Intérieur de Louis XVIII, Élie Decazes, fait résilier le bail du tonnelier installé dans le frigidarium contre une indemnité de 26 000 livres. Il ordonne la démolition des maisons qui sont installées sur les ruines en bordure de la rue de la Harpe et fait enlever les jardins-terrasses et la terre qui pesaient sur les voûtes.
L'objectif est d'aménager et de restaurer l'ensemble et de préparer le futur établissement qui devait prendre le relais du musée des Monuments français fermé par le roi en 1816. Les ruines sont dégagées et fouillées par l'architecte Louis Moreau entre 1820 et 1826, tandis que la restauration est confiée à Étienne-Hippolyte Godde et Charles Rohault de Fleury. Finalement, c'est en 1843 que la ville céda gratuitement les thermes à l'État qui les associe alors au musée de Cluny, le musée du Moyen Âge,.
Les thermes sont classés aux monuments historiques par la liste de 1862. Depuis le XIXe siècle, plusieurs campagnes de fouilles ont été menées : d'abord par Théodore Vacquer fin XIXe, puis Paul-Marie Duval de 1946 à 1957, et enfin par Jean-Pierre Adam.

## Description

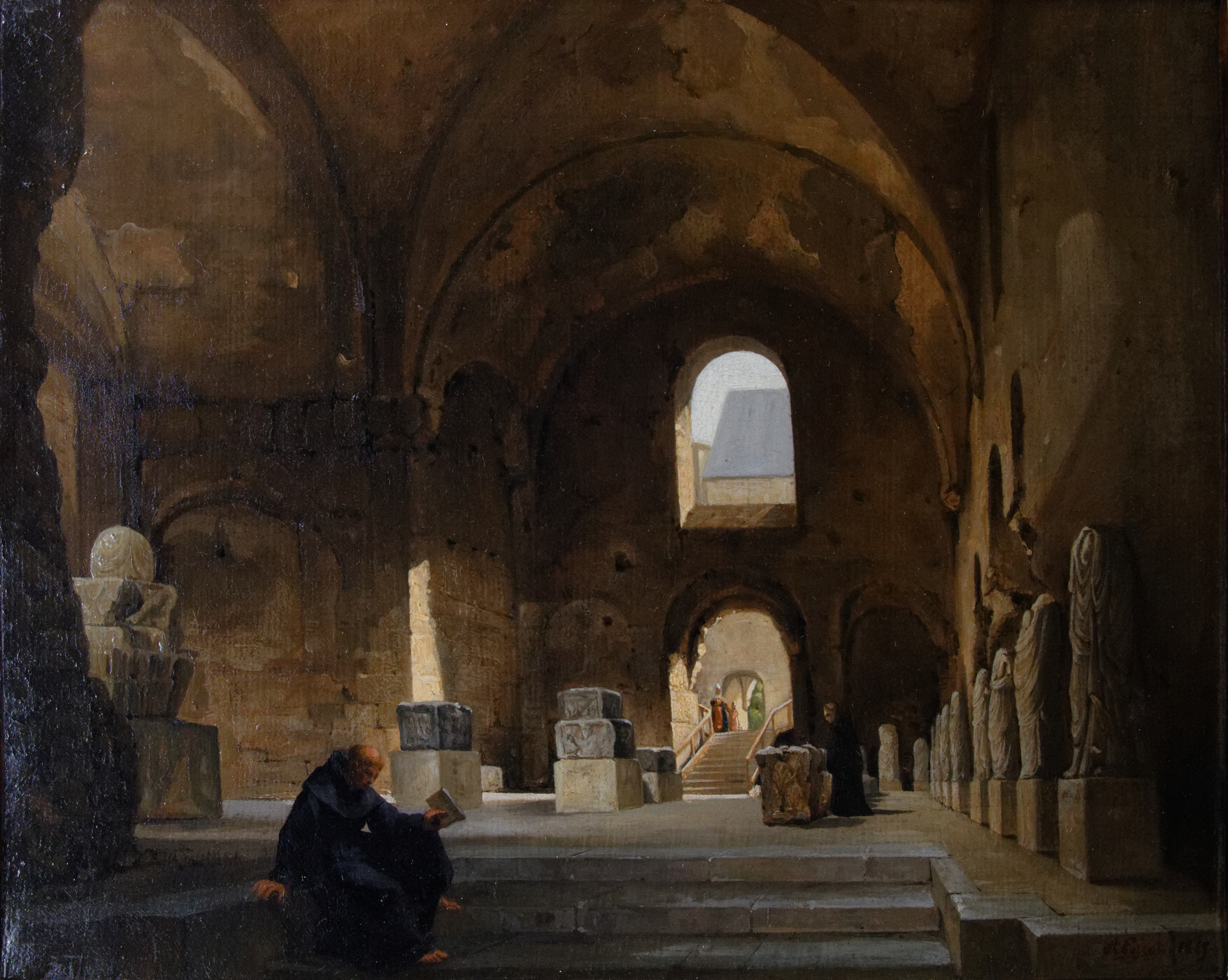
Le frigidarium, peint en 1845 par Achille Poirot.

Beaucoup de questions subsistent sur l'organisation des bâtiments. La construction des thermes utilise la pente naturelle de la colline, future montagne Sainte-Geneviève. Les thermes comportaient une partie sud construite sur hypocauste et une partie au nord sans chauffage.

### Parcours thermal
Au sud, l'accès à la palestre se faisait par un portique bordé de boutiques à l'emplacement de l'actuelle rue des Écoles ; le parcours commençait dans l'apodyterium, pour se poursuivre soit dans les palestres pour des activités sportives, soit dans les salles tièdes ou chaudes nommées tepidarium et caldarium pourvues de bassins, avant de passer dans le frigidarium.

### Lefrigidarium(pièce froide)

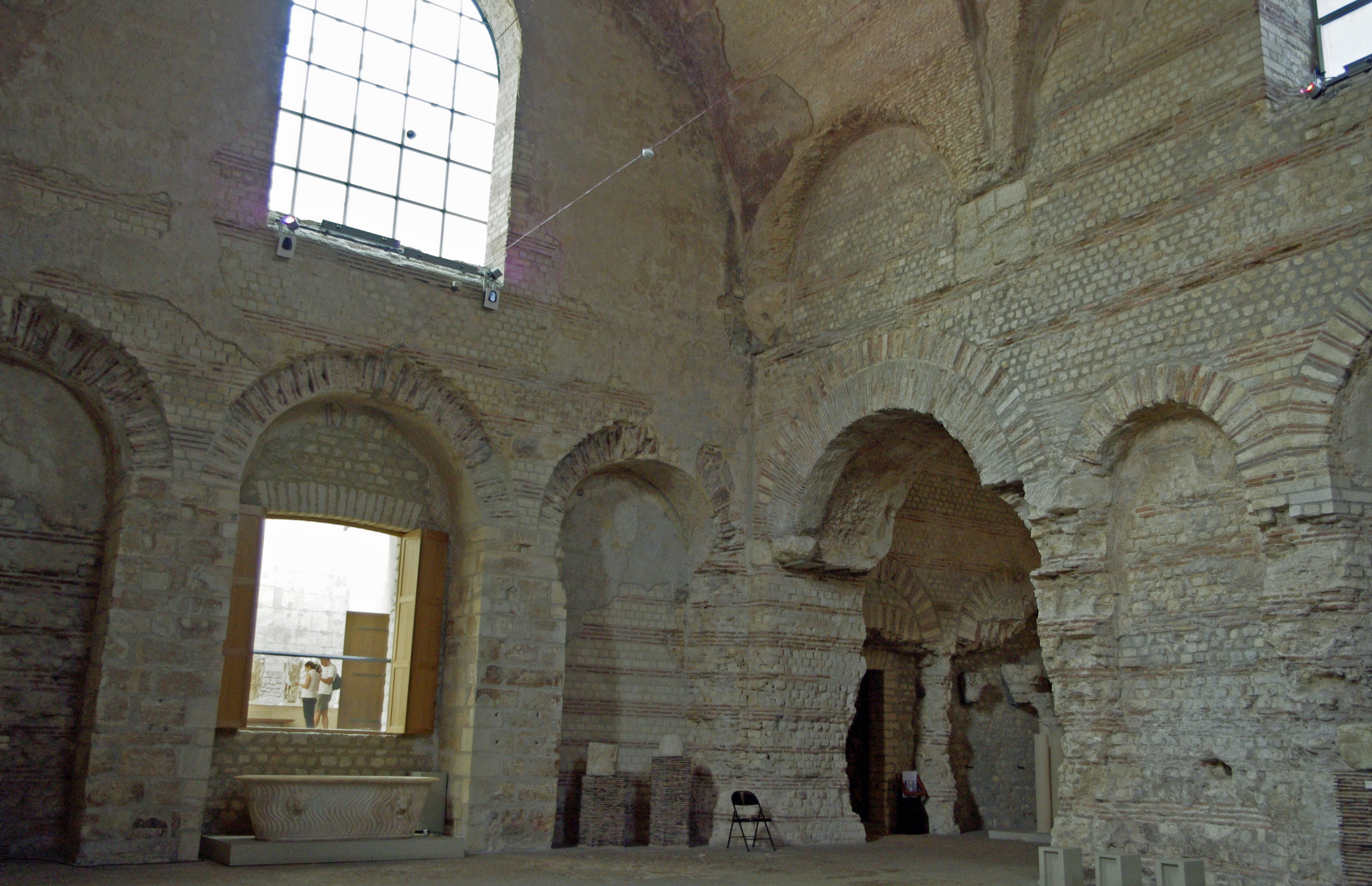
La grande salle du frigidarium : les murs et les arcs sont en maçonnerie de briques et de pierres alternées.

C'est la seule pièce qui ait conservé sa couverture d'origine. Sa voûte d'arêtes atteint une hauteur de 14,50 mètres, faisant d'elle l'une des plus hautes voûtes de l'Occident romain encore en élévation. L'ensemble est construit en opus vittatum mixtum, fait d'une alternance de briques et de moellons, recouverts de plusieurs couches d'enduit. On a récemment découvert quelques traces de pigment bleu sur la voûte et d'ocre rouge sur les murs. Un bassin, autrefois empli d'eau froide, est aménagé au nord de la salle. Il conserve son système d'évacuation et des traces de son revêtement.

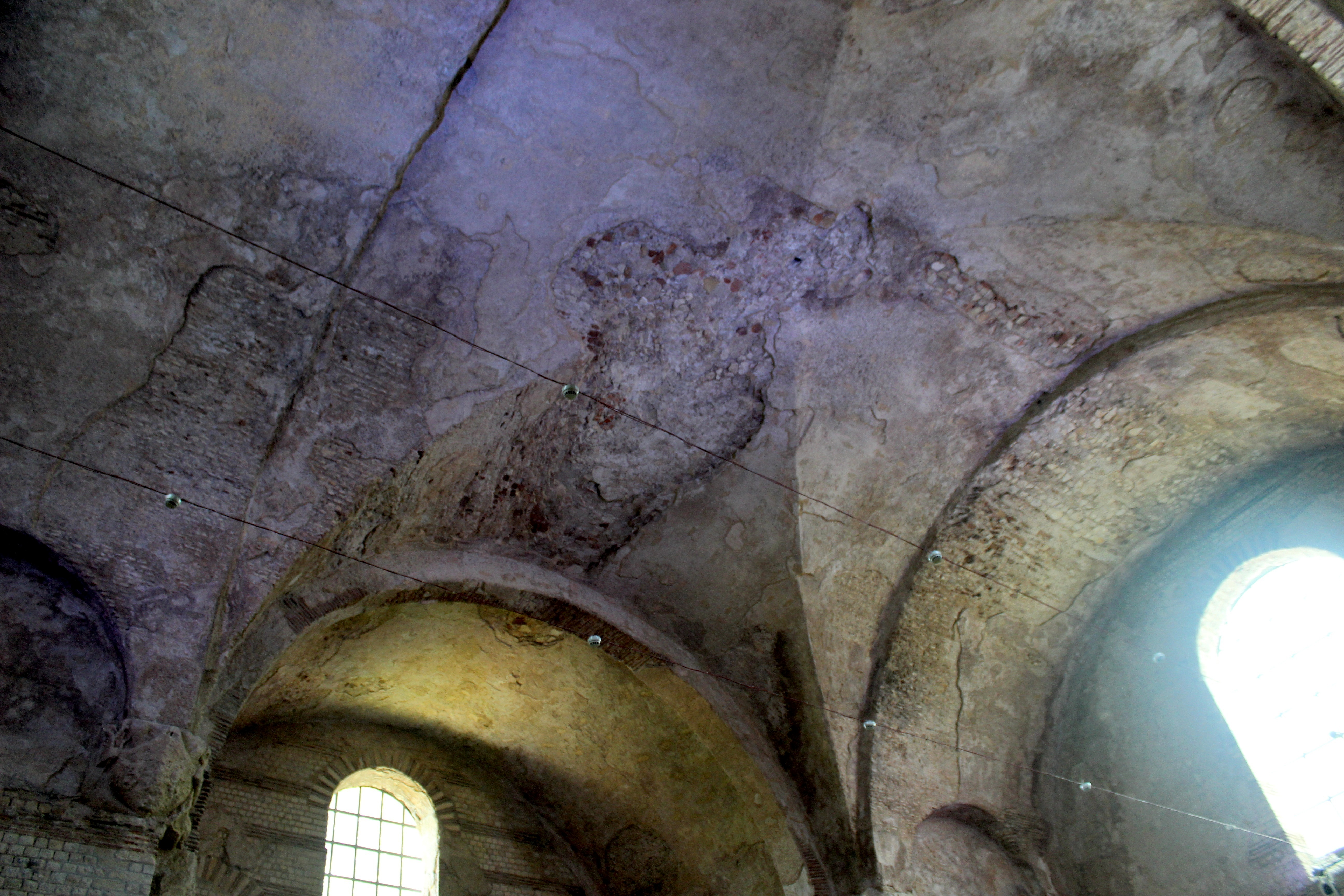
Le frigidarium a conservé ses voûtes d’arêtes d'origine.
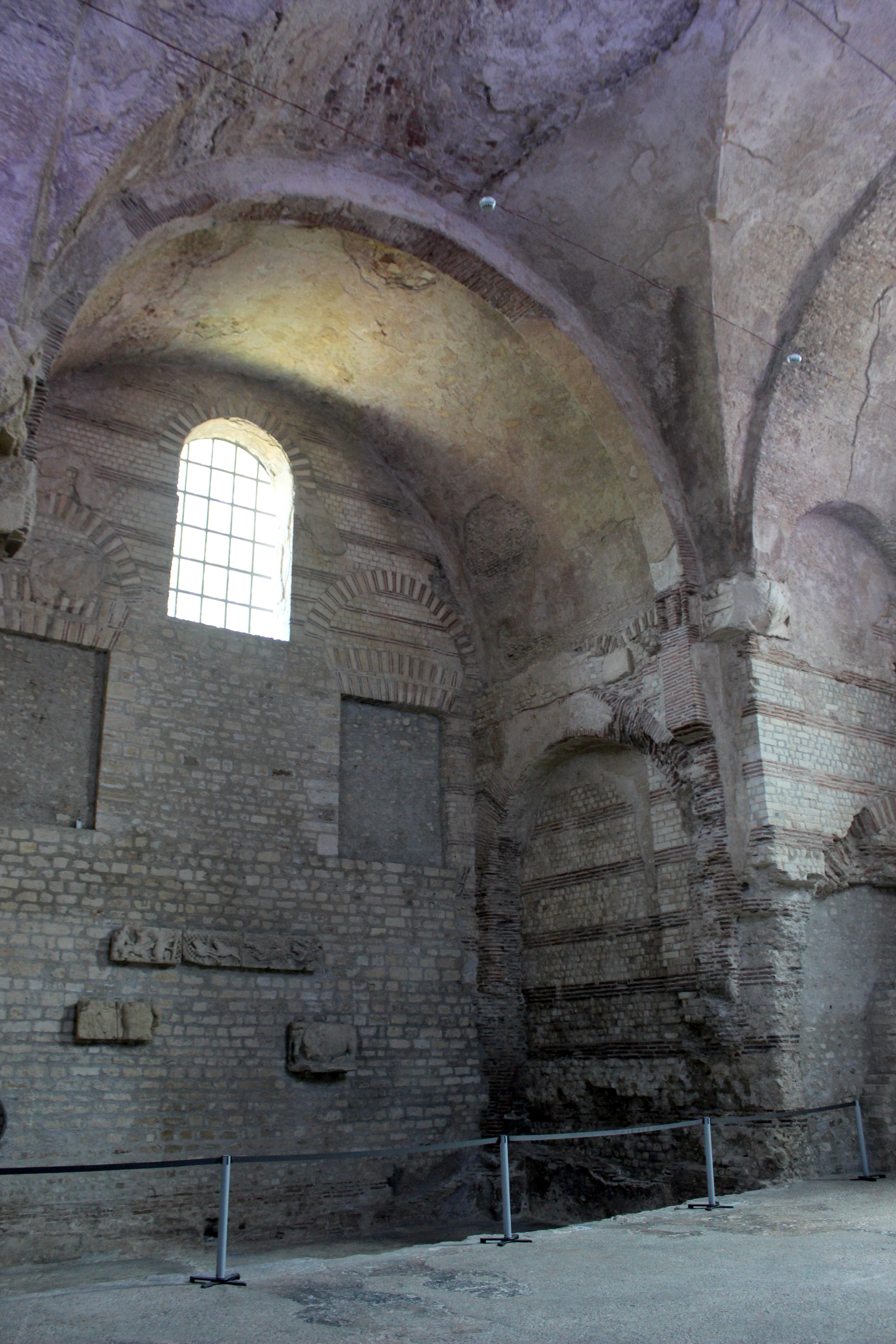
Le bras latéral du frigidarium.
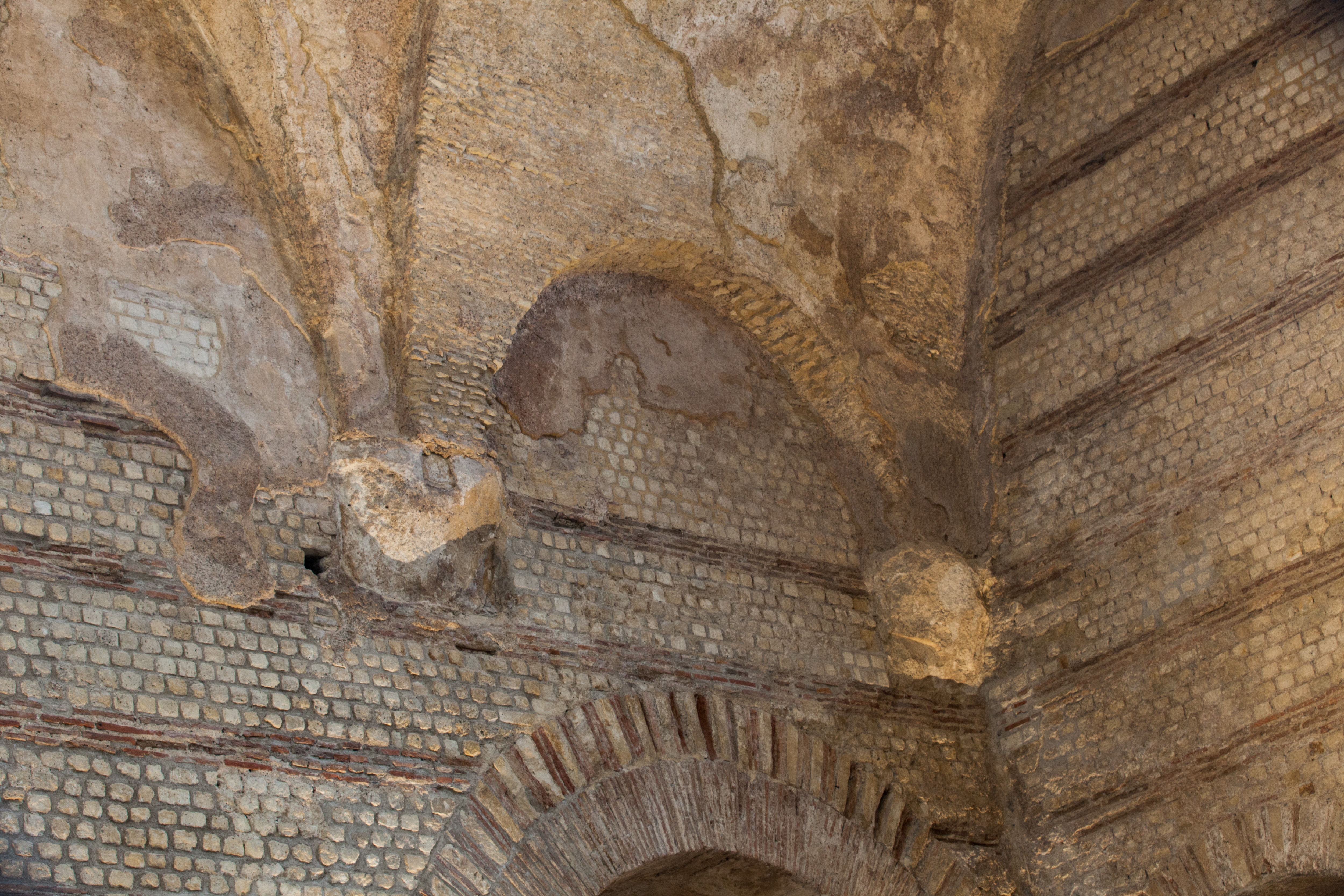
Des corbeaux à la base des arches de la voûte.

### Lescaldariums(pièces chaudes)
Il y a un caldarium à l'ouest, bordé par le boulevard Saint-Michel et un autre au sud, à l'angle du boulevard Saint-Michel et de la rue Du Sommerard.
Ces deux salles sont en partie ruinées depuis le XVIIIe siècle. Les murs en élévation ont conservé leur structure d'origine, qui se singularise par l'emploi de petites pierres carrées séparées à intervalles réguliers de rangs de briques. À l'intérieur, ils étaient recouverts de mosaïque, de marbre ou de peinture.

### Letepidarium, la fontaine, les galeries et les gymnases
Sur la partie nord, le centre de la façade était occupé par une fontaine monumentale, des galeries entouraient les thermes, dont le nord était occupé par deux gymnases.

### Les souterrains

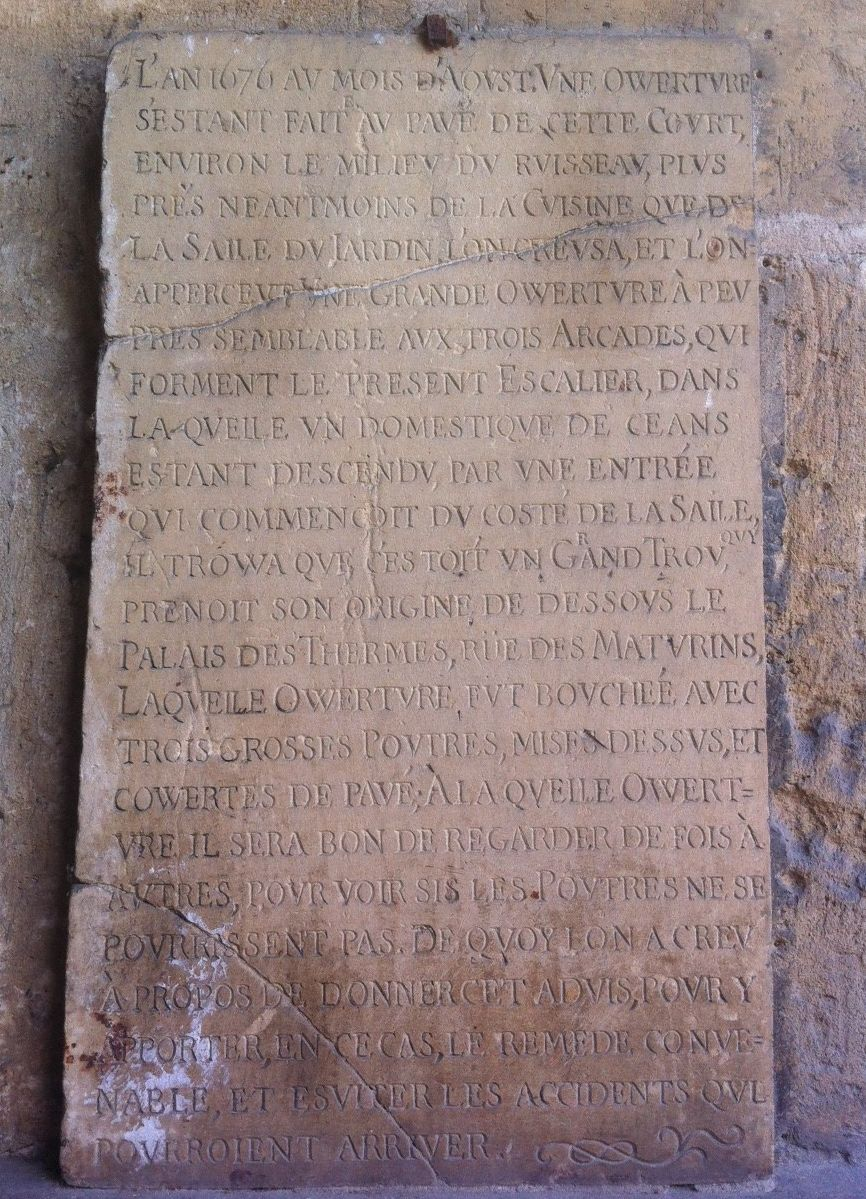
Plaque décrivant la redécouverte des sous-sols des thermes en août 1676.

C'est un ensemble de caves et de galeries voûtées construites en petits moellons et maçonnées au mortier. Il est aujourd'hui constitué de pièces techniques réservées au personnel et accessibles depuis le musée. Le passage de la vidange de la piscine du frigidarium est visible.

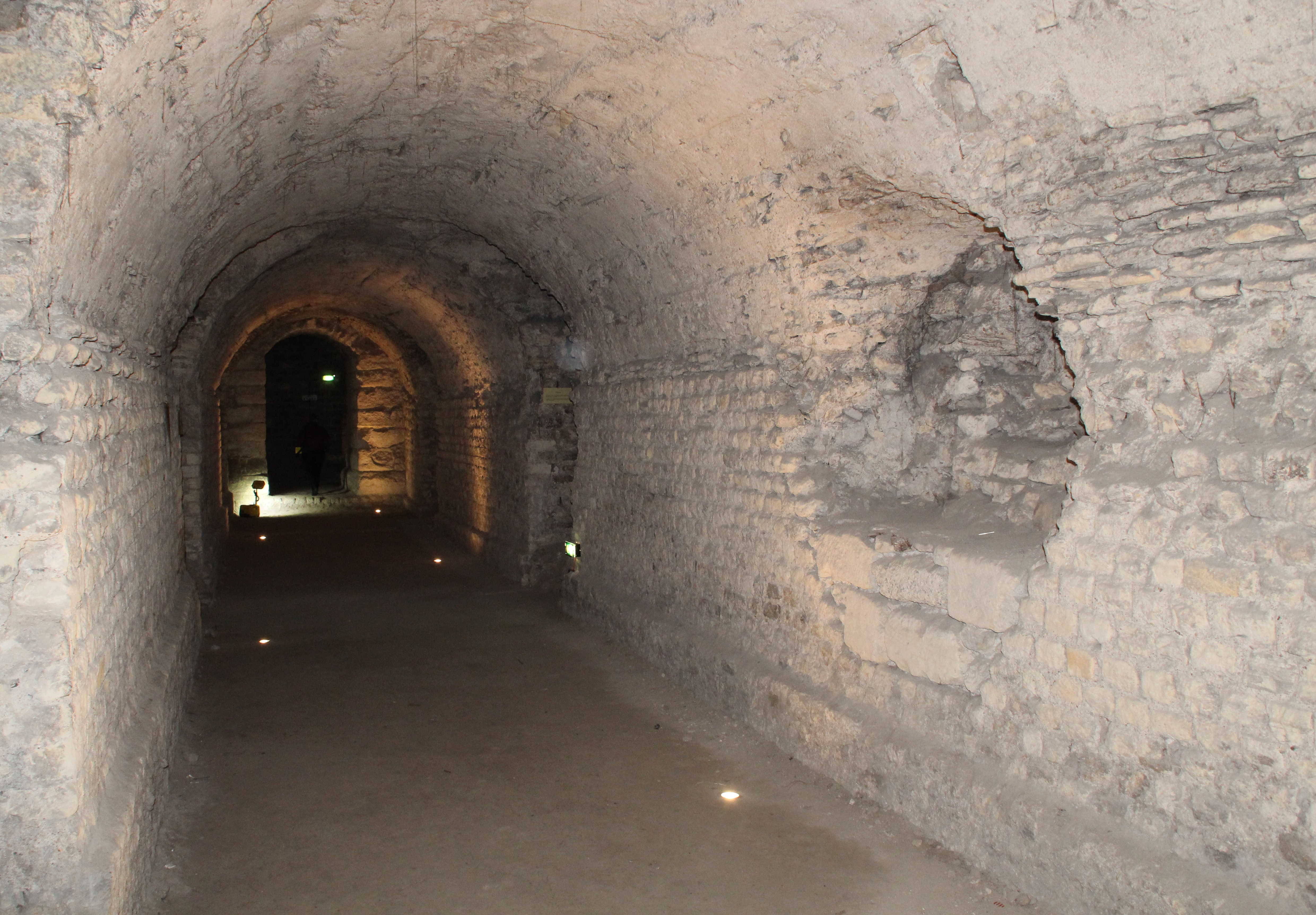
Vue du sous-sol.

### Circuit de l'eau
L'eau était amenée par un aqueduc depuis les sources du plateau de Wissous, au sud de Paris, via Arcueil. À Wissous, les eaux étaient recueillies dans un bassin de captage, le carré des eaux de Wissous, d'où partait vers Lutèce une canalisation dont le débit avoisinait les 2 000 m3 par jour. Cette dernière franchissait la vallée de la Bièvre au val d'Arcueil-Cachan grâce à un ouvrage d'art dont on a retrouvé des traces[réf. souhaitée].
L'évacuation des eaux usées se faisait par un égout qui encerclait les thermes et se jetait dans un égout collecteur situé sous le boulevard Saint-Michel.